# Northampton (Pensilvânia)
Northampton é um distrito localizado no estado norte-americano de Pensilvânia, no Condado de Northampton.

## Demografia
Segundo o censo norte-americano de 2000, a sua população era de 9405 habitantes.
Em 2006, foi estimada uma população de 9765, um aumento de 360 (3.8%).

## Geografia
De acordo com o United States Census Bureau tem uma área de
7,0 km², dos quais 6,7 km² cobertos por terra e 0,3 km² cobertos por água.

## Localidades na vizinhança
O diagrama seguinte representa as localidades num raio de 8 km ao redor de Northampton.